# Prix de la Société mathématique autrichienne

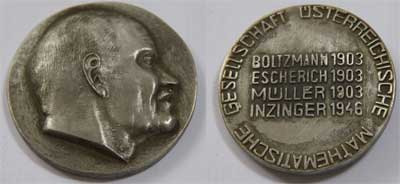
Médaille de la Société mathématique autrichienne.

Le prix de la Société mathématique autrichienne est la plus haute distinction mathématique autrichienne et il est décerné par la Société mathématique autrichienne. Il récompense un jeune mathématicien ou une jeune mathématicienne pour des contributions remarquables et prometteuses. Une part substantielle du travail doit avoir été effectuée en Autriche.
Le prix est institué en 1955 par Hans Hornich (de) et attribué pour la première fois en 1956. Outre une somme de 1 000 € et une médaille (montrant un profil de Rudolf Inzinger (de) sur une face, et sur l'autre face les noms des fondateurs de la Société), le lauréat est invité à donner une conférence lors du congrès suivant.

## Lauréats
- 2022 Sandra Müller, Oliver Roche-Newton[1]
- 2021 Karin Schnass, Joscha Prochno (de)[2]
- 2020 Julian Fischer
- 2019 Christopher Frei[3]
- 2018 Vera Fischer
- 2017 [Michael Eichmair
- 2016 Aleksey Kostenko
- 2015 Christoph Aistleitner (de)
- 2014 Christoph Haberl
- 2013 Franz Schuster
- 2012 Mathias Beiglböck
- 2011 Christof Sparber
- 2010 Arne Winterhof
- 2009 Alois Panholzer
- 2008 Clemens Heuberger
- 2007 Bernhard Lamel
- 2006 Friedrich Pillichshammer (en)
- 2005 Josef Teichmann
- 2004 Monika Ludwig, Manfred Einsiedler
- 2003 Michael Kunzinger (de)
- 2002 Jörg Thuswaldner
- 2001 Andreas Čap (de)
- 2000 Norbert Mauser (de)
- 1999 Gerald Teschl
- 1998 Otmar Scherzer (de)
- 1997 Peter Grabner
- 1996 Michael Drmota, Martin Goldstern, Gerhard Larcher (de), Norbert Seifter
- 1994 Paul Müller
- 1993 Michael Oberguggenberger (de)
- 1992 Wolfgang Müller
- 1991 Christian Buchta
- 1990 Christian Krattenthaler (de)
- 1989 Peter Kirschenhofer
- 1988 Norbert Brunner
- 1987 Wolfgang Woess
- 1986 Werner Georg Nowak, Anton Wakolbinger
- 1985 Helmut Prodinger, Robert Tichy
- 1984 Rudolf Taschner (de)
- 1983 Franz Peherstorfer (de)
- 1982 Johannes Czermak
- 1981 Johann Linhart, Viktor Losert (de)
- 1980 Johannes Schoißengeier
- 1972 Rainer Burkard (de)
- 1971 Peter Gerl
- 1970 Hans Lausch
- 1968 Peter Flor, Peter Gruber (Mathematiker) (de)
- 1967 Fritz Schweiger (en), Hans Vogler
- 1959 August Florian
- 1958 Heinrich Brauner (de)
- 1956 Wilfried Nöbauer (de)